# Hot Tub Time Machine
Hot Tub Time Machine é um filme americano de 2010  dirigido por Steve Pink, com John Cusack, Rob Corddry, Craig Robinson, Clark Duke e Lizzy Caplan no elenco. O filme tem participações de astros dos anos 1980 como Chevy Chase, Crispin Glover e William Zabka.